# John Chaney (allenatore di pallacanestro)
John Chaney (Jacksonville, 21 gennaio 1932 – 29 gennaio 2021) è stato un allenatore di pallacanestro statunitense, membro del Naismith Memorial Basketball Hall of Fame dal 2001. Si è ritirato ufficialmente nel 2006.

## Carriera
Dal 1966 al 1972 allenatore della Simon Gratz High School, ha in seguito guidato il Cheyney State College (oggi: Cheyney University of Pennsylvania) fino al 1982. Tra il 1982 ed il 2006 ha allenato gli Owls della Temple University.
Nel 1978 ha vinto il campionato di pallacanestro NCAA Division II; nel 1988 è stato nominato NABC Coach of the Year ed ha vinto l'Associated Press College Basketball Coach of the Year. Nel 1987 e nel 1988 ha vinto l'Henry Iba Award.
Nel 2001 è stato inserito nel Naismith Memorial Basketball Hall of Fame, insieme con Mike Krzyzewski.